# 캡틴 코낭
《캡틴 코낭》(Capitaine Conan, Captain Conan)은 프랑스에서 제작된 베르트랑 타베르니에 감독의 1996년 전쟁, 드라마 영화이다. 1934년 공쿠르상을 수상한 Roger Vercel의 소설 Captain Conan(프랑스어: Capitaine Conan)에 기반을 둔다. 필립 토레톤 등이 주연으로 출연하였고 프레더릭 보부론 등이 제작에 참여하였다.
제1차 세계 대전 도중 마케도니아 전선의 프랑스 육군 정예 산악 보병 부대의 장교를 주인공으로 한다.

## 출연

### 주연
- 필립 토레톤
- 사무엘 르 비앙

### 조연
- 베르나르 르콕
- 캐서린 리치
- 프랑수와 벨레앙
- 클로드 리치
- 안드레 팔콘
- 클로드 브로세
- 크리나 무르샌
- 세실 바소
- 프랑수아 레방탈
- 프레드릭 피에롯
- 장-클로드 칼롱
- 로렌트 쉴링
- 장 이브 로안
- 필립 헬리스
- 토니오 디스칸벨
- 에릭 사빈
- 올리비에 루스타우
- 장 마리 주안
- 로렌트 바튜
- 에릭 두파이
- 패트릭 드라게
- 이본느 크렌
- 크리스토퍼 오덴트
- 도미니크 콤파그논
- 파스칼 구에린
- 크리스토프 반데벨데
- 마리아 피타레시
- 패트리스 베르데일
- 프레데릭 디팡달
- 다니엘 랭그렛
- 허버트 라벨
- 필리페 렐리에브르
- 로랑 라바세
- 유진 크리스테아
- 올리비에 크루베일러
- 쟝 끌로드 프리성
- 애드리언 핀티
- 미르시 스토이안
- 마리안 스탠
- 클라우디우 이스토도르
- 올가 투도라체
- 유지니아 보산소누
- 소린 코시스
- 머시 안카
- 패트릭 피뉴
- 프랑수아 세이지
- 바실 엘비넷

## 제작진
- 각색: 진 코스모스
- 원작자: 로저 버셀
- 미술: 기-끌로드 프랑수아
- 의상: 자클린 모로